# راديك ستيبانيك
راديك ستيبانيك (بالتشيكية: Radek Štěpánek)‏ (ولد 27 نوفمبر 1978) هو لاعب كرة مضرب محترف من جمهورية التشيك.

## وصلات خارجية
- راديك ستيبانيك على موقع رابطة محترفي التنس (الإنجليزية)
- راديك ستيبانيك على موقع الاتحاد الدولي لكرة المضرب (الإنجليزية)
- راديك ستيبانيك على موقع كأس ديفيز (الإنجليزية)
- راديك ستيبانيك على موقع خلاصة التنس.كوم (الإنجليزية)
- راديك ستيبانيك على موقع أوليمبيديا (الإنجليزية)
- راديك ستيبانيك على موقع اللجنة الأولمبية التشيكية (التشيكية)
- Stepanek Recent Match Results
- Stepanek World Ranking History